# CL (piosenkarka)
CL, Chaelin Lee właściwie Lee Chae-rin (Hangul: 이채린, ur. 26 lutego 1991 w Seulu) – południowokoreańska piosenkarka. Należała do girls bandu 2NE1. W 2015 zajęła drugie po Władimirze Putinie miejsce w plebiscycie na najbardziej wpływowego człowieka na świecie według czytelników tygodnika „Time”.

## Kariera

### Wczesne życie, początki kariery i zainteresowania
CL urodziła się w Seulu, w rodzinie katolickiej. Ojciec Chae-rin – Lee Kie-jin pracuje na uniwersytecie Sogang, pisze również książki dla dzieci. Jej matka jest garncarką. Chae-rin ma siostrę o imieniu Harin.
Do 12. roku życia mieszkała w Tsukubie, gdzie uczęszczała do szkoły podstawowej. Przez dwa lata uczęszczała do amerykańskiego liceum, przez chwilę również do francuskiej szkoły średniej. CL, począwszy od lat szkoły podstawowej, uczęszczała na zajęcia z nauki tańca. Gdy miała 13 lat przeniosła się do Paryża, gdzie mieszkała i uczyła się przez dwa lata. Po powrocie do Korei ledwo znała koreański. Została przesłuchania przez wytwórnię YG Entertainment, kiedy miała 15 lat.
Pierwszy utwór pt. „Intro (Hot Issue)” nagrywała z zespołem Big Bang w roku 2007. W tym samym roku, miała swój debiut sceniczny podczas Seoul Broadcasting System's Music Awards wraz z jej kolegami z wytwórni w YG Entertainment. w 2008 roku wystąpiła gościnnie w utworze „DJ” piosenkarki Uhm Jung-hwa.
CL inspiruje się takimi wykonawcami jak Queen, Lauryn Hill, Madonna i Teddy Park były członek zespołu 1TYM. Interesuje się modą, tańcem i rysowaniem. Zna koreański, angielski, japoński i francuski.

### 2NE1
W 2009 powstał girls band 2NE1, który CL współtworzyła wraz z Bom, Minzy i Darą. Była w nim liderką. Wydały cztery albumy studyjne i trzy minialbumy. Zespół współpracował z wytwórnią YG Entertainment. Oficjalne ogłoszenie o rozwiązaniu zespołu zostało ogłoszone w listopadzie 2016 roku.

### Kariera solowa
W sierpniu 2009 roku CL wraz z Teddym Parkiem wystąpiła gościnnie w utworze „The Leaders” z debiutanckiego albumu G-Dragona pt. Heartbreaker.
W 2013 nagrała singel „나쁜 기집애 (The Baddest Female)”. Był on notowany na czwartym miejscu koreańskiej listy przebojów. W 2014 CL wystąpiła gościnnie wraz z G-Dragonem i Diplo w utworze Skrillexa pt. „Dirty Vibe”.
15 października 2014 roku ogłoszono, że CL planuje zadebiutować jako artysta solowy w Stanach Zjednoczonych. Jej menedżerem został Scooter Braun – menedżer m.in. Justina Biebera, Ariany Grande i Psy'a. W 2015 r. rozpoczęła pracę nad swoim debiutanckim albumem zatytułowanym Lifted. Producent albumu – Bobby Brackin zapowiedział, że nad płytą CL pracuje wraz z Florence and the Machine.

## Dyskografia

### Albumy studyjne
| Rok  | Dane dot. albumu                                                                             | Najwyższa pozycja | Najwyższa pozycja | Sprzedaż       |
| Rok  | Dane dot. albumu                                                                             | KOR               | US World          | Sprzedaż       |
| ---- | -------------------------------------------------------------------------------------------- | ----------------- | ----------------- | -------------- |
| 2021 | Alpha - Wydany: 20 października 2021 - Wytwórnia: Very Cherry - Format: CD, digital download | 16                | 15                | - KOR: 12 959+ |

### Minialbumy
- In The Name Of Love (kor. 사랑의 이름으로) (2019)

### Single
| Rok                                                      | Tytuł                                                    | Najwyższa pozycja | Najwyższa pozycja | Sprzedaż        | Album                  |
| Rok                                                      | Tytuł                                                    | KOR (Gaon)        | US World          | Sprzedaż        | Album                  |
| -------------------------------------------------------- | -------------------------------------------------------- | ----------------- | ----------------- | --------------- | ---------------------- |
| 2009                                                     | „Please Don't Go” (wspólnie z Minzy)                     | 6                 | –                 |                 | To Anyone (album 2NE1) |
| 2013                                                     | „The Baddest Female (나쁜 기집애)”                       | 4                 | –                 | - KOR: 549 324+ |                        |
| 2014                                                     | „MTBD (멘붕)”                                            | 15                | –                 |                 | Crush (album 2NE1)     |
| 2015                                                     | „Doctor Pepper” (wspólnie z Diplo, Riff Rafem i OG Maco) | –                 | –                 |                 |                        |
| 2015                                                     | „Hello Bitches”                                          | –                 | –                 |                 |                        |
| 2016                                                     | „Lifted”                                                 | –                 | –                 |                 |                        |
| 2016                                                     | „₩1,000,000”                                             | –                 | –                 |                 |                        |
| 2019                                                     | „+DONE161201+”                                           | 154               | 3                 |                 | In The Name Of Love    |
| 2019                                                     | „Rewind”                                                 | –                 | 3                 |                 | In The Name Of Love    |
| 2019                                                     | „Paradox”                                                | –                 | 7                 |                 | In The Name Of Love    |
| 2019                                                     | „I Quit”                                                 | –                 | 9                 |                 | In The Name Of Love    |
| 2019                                                     | „One and Only”                                           | –                 | 13                |                 | In The Name Of Love    |
| 2019                                                     | „Thnx”                                                   | –                 | 16                |                 | In The Name Of Love    |
| 2020                                                     | „Hwa”                                                    | –                 | 3                 |                 | Alpha                  |
| 2020                                                     | „5 Star”                                                 | –                 | 13                |                 | Alpha                  |
| 2021                                                     | „Wish You Were Here”                                     | –                 | –                 |                 |                        |
| 2021                                                     | „Spicy”                                                  | –                 | 16                |                 | Alpha                  |
| 2021                                                     | „Lover Like Me"                                          | –                 | –                 |                 | Alpha                  |
| 2021                                                     | „Tie a Cherry"                                           | –                 | –                 |                 | Alpha                  |
| "–" oznacza, że singel nie był notowany na danej liście. |                                                          |                   |                   |                 |                        |

#### Z gościnnym udziałem
| Rok                                                      | Singel                                                | Pozycje na listach przebojów | Album                     |
| Rok                                                      | Singel                                                | KOR                          | Album                     |
| -------------------------------------------------------- | ----------------------------------------------------- | ---------------------------- | ------------------------- |
| 2007                                                     | „Hot Issue” (Big Bang wraz z CL)                      | –                            | Hot Issue                 |
| 2008                                                     | „DJ” (Uhm Jung-hwa wraz z CL)                         | –                            | D.I.S.C.O                 |
| 2008                                                     | „What” (YMGA wraz z YG Family & DJ Wreckxem)          | –                            |                           |
| 2009                                                     | „The Leaders” (G-Dragon wraz z CL & Teddym)           | 38                           | Heartbreaker              |
| 2009                                                     | „Kiss” (Dara wraz z CL)                               | 5                            | To Anyone (album 2NE1)    |
| 2014                                                     | „Body (아름다워)”                                     | –                            | Rise                      |
| 2014                                                     | „Dirty Vibe” (Skrillex wraz z Diplo, G-Dragonem i CL) | –                            | Recess                    |
| 2015                                                     | „Daddy” (PSY wraz z CL)                               | 1                            | Chiljip Psy-da            |
| 2017                                                     | „Surrender” (Lil Yachty wraz z CL i Shaiana)          | –                            | Teenage Emotions          |
| 2018                                                     | „Dopeness” (Black Eyed Peas feat. CL)                 | –                            | Masters of the Sun Vol. 1 |
| "–" oznacza, że singel nie był notowany na danej liście. |                                                       |                              |                           |

| Rok  | Tytuł              | Film                 |
| ---- | ------------------ | -------------------- |
| 2017 | „No Better Fellin” | My Little Pony: Film |